# Afropunctum seminium
Afropunctum seminium är en snäckart som först beskrevs av Morelet 1873.  Afropunctum seminium ingår i släktet Afropunctum, och familjen konsnäckor. Arten är reproducerande i Sverige.